# 28411 Xiuqicao
28411 Xiuqicao è un asteroide della fascia principale. Scoperto nel 1999, presenta un'orbita caratterizzata da un semiasse maggiore pari a 2,3347127 UA e da un'eccentricità di 0,1458836, inclinata di 6,84557° rispetto all'eclittica.